# Charles Craven
Charles Craven (* 1682; † 27. Dezember 1754) war vom 19. März 1712 bis zum 23. April 1716 Gouverneur der kolonialen Provinz South Carolina im späteren Südosten der Vereinigten Staaten. Seine Amtszeit lag in der Phase zwischen Ende des Tuscarora-Krieges und dem ersten Kriegsjahr des Yamasee-Krieges. Vor seiner Ernennung als Gouverneur war er für den beauftragten Regenten der Kolonien, den Lord Proprietor, als Sekretär tätig.
Zu Beginn des Yamasee-Krieges im Frühjahr 1715 führte Craven eine hastig zusammengestellte Truppe von 240 Mann Milizen gegen die Yamasee-Indianer. In einer Feldschlacht bei Salkehatchie erreichte er einen deutlichen Sieg für die Kolonie. Nach den anfänglichen Erfolgen im Jahre 1715 wurde es für die Miliz South Carolinas zunehmend schwieriger die Kolonie zu verteidigen und viele der Männer desertierten. Craven, der bereits zu Beginn des Konfliktes eine sehr kriegerische Haltung gezeigt hatte, entließ die Milizen und ersetzte diese durch die erste professionelle Armee South Carolinas. Nach einem Jahr war die Krise beendet und die Armee wurde aufgelöst.
Craven gründete die Stadt Beaufort im heutigen Bundesstaat South Carolina.